# Josef Micha'el Lamm
Josef Micha'el Lamm (hebrejsky יוסף-מיכאל לם‎, žil 1899 – 25. května 1976) byl sionistický aktivista, izraelský politik a poslanec Knesetu za stranu Mapaj.

## Biografie
Narodil se v Haliči v tehdejším Rakousku-Uhersku (pak Polsko). Vystudoval základní a střední školu a Vídeňskou univerzitu, kde studoval mezinárodní obchod a právo, získal doktorát z práva. Roku 1939 přesídlil do dnešního Izraele.

## Politická dráha
V mládí byl aktivní v sionistické organizaci Ce'irej Cijon v Rakousku. Po anšlusu Rakouska roku 1938 byl zatčen a uvězněn v Koncentračním táboru Dachau. Po přesídlení do dnešního Izraele organizoval roku 1944 židovské imigranty z Německa a Rakouska do nové politické strany Nová alija. Byl členem parlamentního shromáždění Asefat ha-nivharim a Židovské národní rady. V roce 1948 byl jmenován soudcem a roku 1950 obvodním soudcem v Tel Avivu. Roku 1948 vstoupil do strany Mapaj. Byl rovněž členem výkonného výboru odborové centrály Histadrut.
V izraelském parlamentu zasedl po volbách v roce 1949, kdy kandidoval za Mapaj. Byl členem parlamentního výboru pro ústavu, právo a spravedlnost, výboru pro veřejné služby a výboru mandátního. Na poslanecký mandát rezignoval v květnu 1951, v Knesetu ho nahradil Rafa'el Baš.